# 30 هدسون ياردز
30 هدسون ياردز هي ناطحة سحاب تقع في مانهاتن، نيويورك، وهي رابع أطول ناطحة سحاب في المدينة. تم افتتاح البرج في 15 مارس 2019.